# 延伸
| ウィキペディアには「延伸」という見出しの百科事典記事はありません（タイトルに「延伸」を含むページの一覧/「延伸」で始まるページの一覧）。 代わりにウィクショナリーのページ「延伸」が役に立つかもしれません。 |